# Drino flavicans
Drino flavicans är en tvåvingeart som först beskrevs av Christian Rudolph Wilhelm Wiedemann 1819.  Drino flavicans ingår i släktet Drino och familjen parasitflugor. Inga underarter finns listade i Catalogue of Life.